# Rúben Neves
 (juillet 2017).
Si vous disposez d'ouvrages ou d'articles de référence ou si vous connaissez des sites web de qualité traitant du thème abordé ici, merci de compléter l'article en donnant les références utiles à sa vérifiabilité et en les liant à la section « Notes et références ».
Pour les articles homonymes, voir Neves.
Rúben Neves, de son nom complet Rúben Diogo da Silva Neves, né le 13 mars 1997 à Mozelos (Portugal), est un footballeur international portugais qui évolue au poste de milieu défensif au Al-Hilal FC.
Élevé dans le village de Mozelos, Rúben Neves intègre à l'âge de huit ans le centre de formation du FC Porto où toute sa carrière de junior se déroulera sauf pendant un an où il sera prêté à Padroense. Il se révélera lors de la pré-saison 2014-2015, et participera à son premier match en tant que professionnel contre le club du CS Maritimo le 14 août 2014. Buteur avec une victoire 2-0, il devient le plus jeune buteur historique du FC Porto. Cinq jours plus tard, il fait ses débuts en Ligue des champions face au Lille OSC en barrages, il bat le record détenu par Cristiano Ronaldo d'être le plus jeune joueur portugais à faire ses débuts en compétition européenne. Le 20 octobre 2015, il devient le plus jeune capitaine de l'histoire de la Ligue des champions. Il est appelé pour la première fois avec la section principale du Portugal le 10 novembre 2015.

## Carrière de joueur

### Carrière en club

#### Jeunesse et formation
Rúben Neves, à l'âge de huit ans, arrive au FC Porto, après un court passage dans l'équipe de son village, le Lusitânia Futebol Clube Lourosa. Il joue alors pour toutes les catégories d'âge du club jusqu'au moins de 19 ans. Du fait de sa qualité de jeu, il joue fréquemment capitaine et même contre des joueurs plus âgé que lui. C'est lors de la pré-saison 2014-2015, où il était censé quitter l'équipe des moins de 19 ans et jouer pour l'équipe B de Porto, qu'il est repéré par l'entraîneur Julen Lopetegui et intègre l'équipe première dans le cadre de la pré-saison. Durant celle-ci, Ruben impressionne l'entraîneur, et peut donc envisager de commencer sa carrière professionnelle.

#### Débuts au FC Porto (2014-2017)
Neves fait ses débuts professionnels dans le championnat portugais le 15 août 2014 avec le FC Porto, à 17 ans, contre le CS Maritimo au cours d'un match où il marque son premier but chez les professionnels, devenant le plus jeune buteur de l'histoire du club. Lors de la saison 2014-2015, il joue 24 matchs, inscrivant un but et une passe décisive en championnat ; il joue également un match de Coupe du Portugal et fait ses débuts en Ligue des champions lors d'une victoire 1-0 à l'extérieur contre le Lille OSC dans le cadre des barrages, en battant un nouveau record, le plus jeune joueur portugais à faire ses débuts dans cette compétition européenne. Le quotidien britannique, The Guardian, le considère comme un des 40 jeunes les plus prometteurs de sa génération. Durant le mois d'octobre 2014, malgré l'intérêt de club comme la Juventus, Liverpool et l'Milan AC, il renouvelle son contrat avec Porto jusqu'en 2017 avec une clause libératoire de quarante millions d'euros. Le 10 décembre il se blesse contre le Shakhtar, cette blessure l'éloigne des terrains pendant 4 semaines. Il est finalement nommé dans le onze des révélations de Liga portugaise 2014-2015 en fin de saison.
Lors de la saison 2015-2016, Ruben perd son numéro 36, et endosse le numéro 6. Il commence sa saison le 12 septembre, lors d'une victoire 3-1 face à Arouca. Le 4 octobre 2015, lors d'une victoire 4-0 face à Belenenses, il devient le plus jeune capitaine de l'histoire du FC Porto. Deux semaines, plus tard il devient le plus jeune capitaine de l'histoire de la Ligue des champions face au Maccabi Tel Aviv, lors d'une victoire 2-0. De nombreux clubs veulent acquérir le jeune Portugais dès le mois de janvier mais son président, Pinto Da Costa déclare : « Nous aimerions le conserver au club et qu’il soit un symbole de la transmission des valeurs du club pendant plusieurs générations. Je ne voudrai jamais son départ du FC Porto ».

#### Wolverhampton Wanderers (2017-2023)
Rúben Neves s'engage avec le Wolverhampton Wanderers Football Club le 8 juillet 2017, signant un contrat de cinq ans dans le cadre d'un transfert estimé à vingt millions d'euros. Il y retrouve Nuno Espírito Santo, son entraîneur à Porto. Il joue son premier match sous ses nouvelles couleurs lors de la première journée de la saison 2017-2018, le 5 août 2017 face au Middlesbrough FC. Son équipe s'impose sur le score de un but à zéro ce jour-là. Il inscrit son premier but pour le club le 15 août suivant, en ouvrant le score d'une frappe lointaine lors d'un match de championnat sur la pelouse de Hull City. Son équipe remporte le match sur le score de trois buts à deux ce jour-là. Dès sa première saison il remporte le championnat d'Angleterre de deuxième division avec les Wolves et son club est promu par la même occasion.
Le 2 juillet 2018, alors qu'il est convoité par plusieurs clubs il prolonge son contrat avec les Wolves d'une durée de cinq ans. C'est donc avec Wolverhampton que Neves découvre la Premier League, l'élite du football anglais. Il y fait ses débuts lors de la première journée de la saison 2018-2019 face à Everton où il est titularisé. Il se fait remarquer ce jour-là en inscrivant également son premier but dans la compétition, sur coup franc direct, puis en délivrant une passe décisive pour Raúl Jiménez, permettant ainsi à son équipe d'obtenir le match nul (2-2 score final). Il participe au bon parcours de Wolverhampton en championnat qui parvient à se maintenir, et même mieux, qui décroche une place européenne pour jouer la Ligue Europa en terminant 7e du classement.
Le 6 octobre 2018, Neves joue son 50e match pour Wolverhampton et a marqué cet événement en contribuant à la préparation du but gagnant de Matt Doherty lors d'une victoire de un but à zéro contre Crystal Palace.
Neves fait joue son 300e match pour Wolverhampton le 13 février 2022, à l'occasion d'une rencontre de championnat face au Tottenham Hotspur. Il est titularisé lors de cette rencontre remportée par son équipe (0-2 score final),.

#### Al-Hilal FC (depuis 2023)
Le 23 juin 2023, Rúben Neves paraphe un contrat de trois ans avec le club saoudien du Al-Hilal FC pour une somme de 55 millions d’euros,,.
Rúben Neves marque son premier but pour Al-Hilal le 25 septembre 2023, lors d'une rencontre de Coupe d'Arabie saoudite face au Al-Jabalain FC (en). Titulaire, il donne la victoire à son équipe en étant le seul buteur de la partie.
Neves remporte la Coupe du Roi d'Arabie saoudite en étant titularisé lors de la finale le 31 mai 2024 face à Al-Nassr, où son équipe s'impose après une séance de tirs au but.

### Carrière internationale

#### Dans les équipes de jeunes (depuis 2012)
Rúben Neves commence sa carrière internationale avec l'équipe du Portugal des moins de 16 ans durant la saison 2012-2013. Il y joue 10 matchs et inscrit un seul but. Il continue l'année suivante avec l'équipe du Portugal des moins de 17 ans. Il y joue 31 matchs et inscrit deux buts. En 2014, il représente le Portugal lors du championnat d’Europe des moins de 17 ans. Il atteint les demi-finales du tournoi, en officiant comme capitaine de l'équipe. De par ses performances, Neves se voit nommé parmi les 10 meilleurs joueurs du tournoi par une sélection de journalistes de l'UEFA, avant d’être envoyé chez les espoirs.
Le 28 août 2014, Rui Jorge (entraîneur du Portugal espoirs) annonce sa liste pour les deux derniers matchs de qualification pour l'Euro espoirs 2015, on découvre alors une surprise : Rúben Neves, seulement 17 ans est appelé. Il ne joue pas le premier match mais est titulaire, le 9 septembre 2014, pour le second et assiste à la victoire de son équipe face à l'Azerbaïdjan, 3-1. Le 14 octobre 2014, il marque son premier but avec les espoirs lors du barrage retour face aux Pays-Bas. Ce même jour, le Portugal se qualifie pour l'Euro espoirs 2015 qui aura lieu en juin.
Le 18 juin 2015, le Portugal commence son Euro U21 face à l'Angleterre (victoire 1-0). Rúben entre à la 85e minute pour établir un nouveau record, il est alors le plus jeune joueur de l'histoire à jouer un match de l'Euro espoirs. Les Portugais arrivent en finale du tournoi, mais s’inclinent aux tirs au but contre la Suède.
En arrivant en finale de l'Euro U21, le Portugal valide son billet pour les Jeux olympiques de 2016 à Rio. Le premier match de préparation a lieu le 23 mars 2016 contre le Mexique. Le Portugal s'impose 4-0 et Ruben Neves marque son premier but avec la sélection olympique.
En 2017, il participe de nouveau avec les espoirs au championnat d'Europe espoirs, organisé en Pologne. Lors de cette compétition, il officie comme titulaire et joue les trois matchs disputés par son équipe. Malgré un bilan de deux victoires et une défaite, le Portugal ne parvient pas à dépasser le premier tour.

#### En sélection A (depuis 2015)
Le 6 novembre 2015, le sélectionneur Fernando Santos annonce sa liste pour les deux prochains matchs amicaux du Portugal, face à la Russie et le Luxembourg. Pour la première fois de sa carrière, Rúben Neves est pré-sélectionné. Il ne fait toutefois pas partie de la liste finale. Mais quatre jours plus tard, on apprend que Moutinho s'est blessé et doit quitter sa sélection. Ruben est alors appelé en renfort, et intègre pour la première fois l'équipe nationale du Portugal.
Le 14 novembre, il endosse pour la première fois le maillot de la sélection principale du Portugal, en rentrant à la 73e minute à la place de André André contre la Russie. Malheureusement, son équipe s'incline sur le score de 1-0.
Le 14 novembre 2018, son nom figure sur une liste provisoire de 35 joueurs portugais appelés à participer à la Coupe du Monde 2018, mais Fernando Santos ne l'inclut pas dans sa liste finale de 23 joueurs. L'année suivante, il participe à la Ligue des Nations 2019 qu'il remporte avec le Portugal. 
En mai 2021, il est retenu par Fernando Santos, le sélectionneur de l'équipe nationale du Portugal, pour participer à l'Euro 2020. Il ne fait toutefois qu'une apparition lors de cette compétition, en entrant en jeu face à la France le 23 juin, lors de la phase de groupe (2-2 score final). Son équipe est éliminée dès les huitièmes de finale par la Belgique (1-0), match qu'il suit donc du banc de touche.
Le 10 novembre 2022, il est sélectionné par Fernando Santos pour participer à la Coupe du monde 2022.
En mai 2024, il fait partie de la liste des 26 joueurs convoqués par Roberto Martinez pour disputer l'Euro 2024 . 

### Style de jeu
Rúben Neves est tout d'abord un joueur complet et polyvalent doté d'impressionnantes qualités physiques. Il est décrit comme un milieu de terrain défensif qui n'a pas peur d'aller de l'avant, montrant une grande maturité combinée avec une qualité de passe très précise, une grande vision de jeu et un sens aigu du positionnement. Ses capacités lui ont accordé des comparaisons avec l'international portugais João Moutinho pour son beau toucher de balle, le désir similaire de s'appuyer sur ses adversaires et possédant tous les deux une excellente distribution. Enfin, il a une frappe très lourde et puissante du pied droit.

## Statistiques détaillés
| Saison                | Club                    | Championnat           | Championnat | Championnat | Championnat | Coupe nationale | Coupe nationale | Coupe nationale | Coupe de la Ligue | Coupe de la Ligue | Coupe de la Ligue | Supercoupe | Supercoupe | Supercoupe | Compétition(s) continentale(s) | Compétition(s) continentale(s) | Compétition(s) continentale(s) | Compétition(s) continentale(s) | Coupe du monde des clubs | Coupe du monde des clubs | Coupe du monde des clubs | Portugal | Portugal | Portugal | Total | Total | Total |
| Saison                | Club                    | Division              | M.          | B.          | P.d.        | M.              | B.              | P.d.            | M.                | B.                | P.d.              | M.         | B.         | P.d.       | Comp.                          | M.                             | B.                             | P.d.                           | M.                       | B.                       | P.d.                     | M.       | B.       | P.d.     | M.    | B.    | P.d.  |
| 2014-2015             | FC Porto                | Primeira Liga         | 24          | 1           | 1           | 0               | 0               | 1               | 3                 | 0                 | 0                 | -          | -          | -          | C1                             | 9                              | 0                              | 0                              | -                        | -                        | -                        | -        | -        | -        | 36    | 1     | 2     |
| 2015-2016             | FC Porto                | Primeira Liga         | 22          | 1           | 0           | 6               | 1               | 0               | 2                 | 0                 | 0                 | -          | -          | -          | C1+C3                          | 6+2                            | 0+0                            | 2+0                            | -                        | -                        | -                        | 2        | 0        | 0        | 40    | 2     | 2     |
| 2016-2017             | FC Porto                | Primeira Liga         | 13          | 1           | 0           | -               | -               | -               | 2                 | 0                 | 0                 | -          | -          | -          | C1                             | 3                              | 0                              | 0                              | -                        | -                        | -                        | -        | -        | -        | 18    | 1     | 0     |
| Sous-total            | Sous-total              | Sous-total            | 60          | 3           | 1           | 6               | 1               | 1               | 7                 | 0                 | 0                 | -          | -          | -          | -                              | 20                             | 0                              | 2                              | -                        | -                        | -                        | 2        | 0        | 0        | 95    | 4     | 4     |
| 2017-2018             | Wolverhampton Wanderers | Championship          | 42          | 6           | 1           | -               | -               | -               | -                 | -                 | -                 | -          | -          | -          | -                              | -                              | -                              | -                              | -                        | -                        | -                        | 3        | 0        | 0        | 45    | 6     | 1     |
| 2018-2019             | Wolverhampton Wanderers | Premier League        | 35          | 4           | 2           | 5               | 1               | 1               | -                 | -                 | -                 | -          | -          | -          | -                              | -                              | -                              | -                              | -                        | -                        | -                        | 7        | 0        | 0        | 47    | 5     | 3     |
| 2019-2020             | Wolverhampton Wanderers | Premier League        | 38          | 2           | 2           | 2               | 0               | 0               | 1                 | 0                 | 0                 | -          | -          | -          | C3                             | 13                             | 2                              | 1                              | -                        | -                        | -                        | 4        | 0        | 0        | 58    | 4     | 3     |
| 2020-2021             | Wolverhampton Wanderers | Premier League        | 36          | 5           | 1           | 3               | 0               | 1               | 1                 | 0                 | 0                 | -          | -          | -          | -                              | -                              | -                              | -                              | -                        | -                        | -                        | 6        | 0        | 0        | 46    | 5     | 2     |
| 2021-2022             | Wolverhampton Wanderers | Premier League        | 33          | 4           | 2           | 2               | 0               | 1               | 1                 | 0                 | 0                 | -          | -          | -          | -                              | -                              | -                              | -                              | -                        | -                        | -                        | 9        | 0        | 0        | 45    | 4     | 3     |
| 2022-2023             | Wolverhampton Wanderers | Premier League        | 36          | 5           | 1           | 1               | 0               | 0               | 4                 | 0                 | 0                 | -          | -          | -          | -                              | -                              | -                              | -                              | -                        | -                        | -                        | 11       | 0        | 0        | 52    | 5     | 1     |
| Sous-total            | Sous-total              | Sous-total            | 220         | 26          | 8           | 13              | 1               | 2               | 7                 | 0                 | 0                 | -          | -          | -          | -                              | 13                             | 2                              | 1                              | -                        | -                        | -                        | 39       | 0        | 0        | 292   | 29    | 11    |
| 2023-2024             | Al-Hilal FC             | Saudi Pro League      | 32          | 3           | 12          | 3               | 2               | 0               | -                 | -                 | -                 | 2          | 0          | 0          | AFC+CAC                        | 7+6                            | 2+1                            | 0+3                            | -                        | -                        | -                        | 10       | 0        | 2        | 60    | 8     | 17    |
| 2024-2025             | Al-Hilal FC             | Saudi Pro League      | 26          | 1           | 8           | 1               | 0               | 0               | -                 | -                 | -                 | 2          | 0          | 1          | AFC+CAC                        | 7                              | 0                              | 0                              | 5                        | 1                        | 2                        | 7        | 0        | 0        | 48    | 2     | 11    |
| Sous-total            | Sous-total              | Sous-total            | 58          | 4           | 21          | 4               | 2               | 0               | 0                 | 0                 | 0                 | 4          | 0          | 1          | -                              | 20                             | 2                              | 3                              | 5                        | 1                        | 2                        | 17       | 0        | 2        | 108   | 9     | 29    |
| Total sur la carrière | Total sur la carrière   | Total sur la carrière | 338         | 33          | 29          | 23              | 4               | 3               | 14                | 0                 | 0                 | 4          | 0          | 1          | -                              | 53                             | 4                              | 6                              | 5                        | 1                        | 2                        | 58       | 0        | 2        | 495   | 42    | 43    |

### En sélection
Le tableau suivant liste les rencontres de l'équipe du Portugal auxquelles Rúben Neves a participé.

## Distinctions personnelles et records

### Records
Wolverhampton Wanderers
A marqué le But de la décennie des Wolverhampton Wanderers.
Europe
- Plus jeune capitaine de l'histoire de la Ligue des champions (20 octobre 2015).

Portugal
- Plus jeune joueur à participer à un match du Championnat d’Europe espoirs (18 juin 2015).
- Plus jeune joueur portugais à faire ses débuts en Ligue des champions (20 août 2014).

FC Porto
- Plus jeune capitaine de l'histoire du FC Porto (4 octobre 2015).
- Plus jeune joueur à participer au classico FC Porto - Sporting CP (26 septembre 2014).
- Plus jeune buteur de l'histoire du FC Porto (15 août 2014).

### Distinctions personnelles
En 2018
- Membre de l'équipe-type de Championship en 2018[25].

En 2015
- Présent dans le onze des meilleurs révélations de la Primeira Liga 2014-2015.

En 2014
- Sélectionné parmi les 10 meilleurs talents de l'Euro des moins de 17 ans 2014.
- Vainqueur d'un "Dragons d'or" dans la catégorie "Révélation de l'année".
- Considéré comme l'un des 40 jeunes les plus prometteurs de sa génération par The Guardian.

## Palmarès
Sous les couleurs du FC Porto, Neves atteint la finale de la Coupe du Portugal en 2016 et termine vice-champion du Portugal en 2017.
Avec la sélection portugaise espoirs, il atteint la finale du championnat d’Europe espoirs en 2015.
Avec les Wolverhampton Wanderers, il remporte le Championnat d'Angleterre de D2 en 2018.
Avec la sélection portugaise, il est vainqueur de la Ligue des nations en 2019 et 2025.

## Vie privée
Ruben Neves est né le 13 mars 1997 à Mozelos, municipalité de Santa Maria da Feira. Il vient d'une famille portista et adorant le football. Son père, José Neves et son oncle ont tous deux joué pour l'União de Lamas avant de poursuivre dans le football de district.
Il est actuellement en couple avec Débora Lourenço, assistante de psychothérapie également née à Santa Maria da Feira.